# Coniopteryx orba
Coniopteryx orba är en insektsart som beskrevs av Walter Rausch och H. Aspöck 1978. Coniopteryx orba ingår i släktet Coniopteryx och familjen vaxsländor. Inga underarter finns listade i Catalogue of Life.